# Xylophaga praestans
Xylophaga praestans is een tweekleppigensoort uit de familie van de Pholadidae. De wetenschappelijke naam van de soort is voor het eerst geldig gepubliceerd in 1903 door E. A. Smith.